# Lista de canções gravadas por Lorde

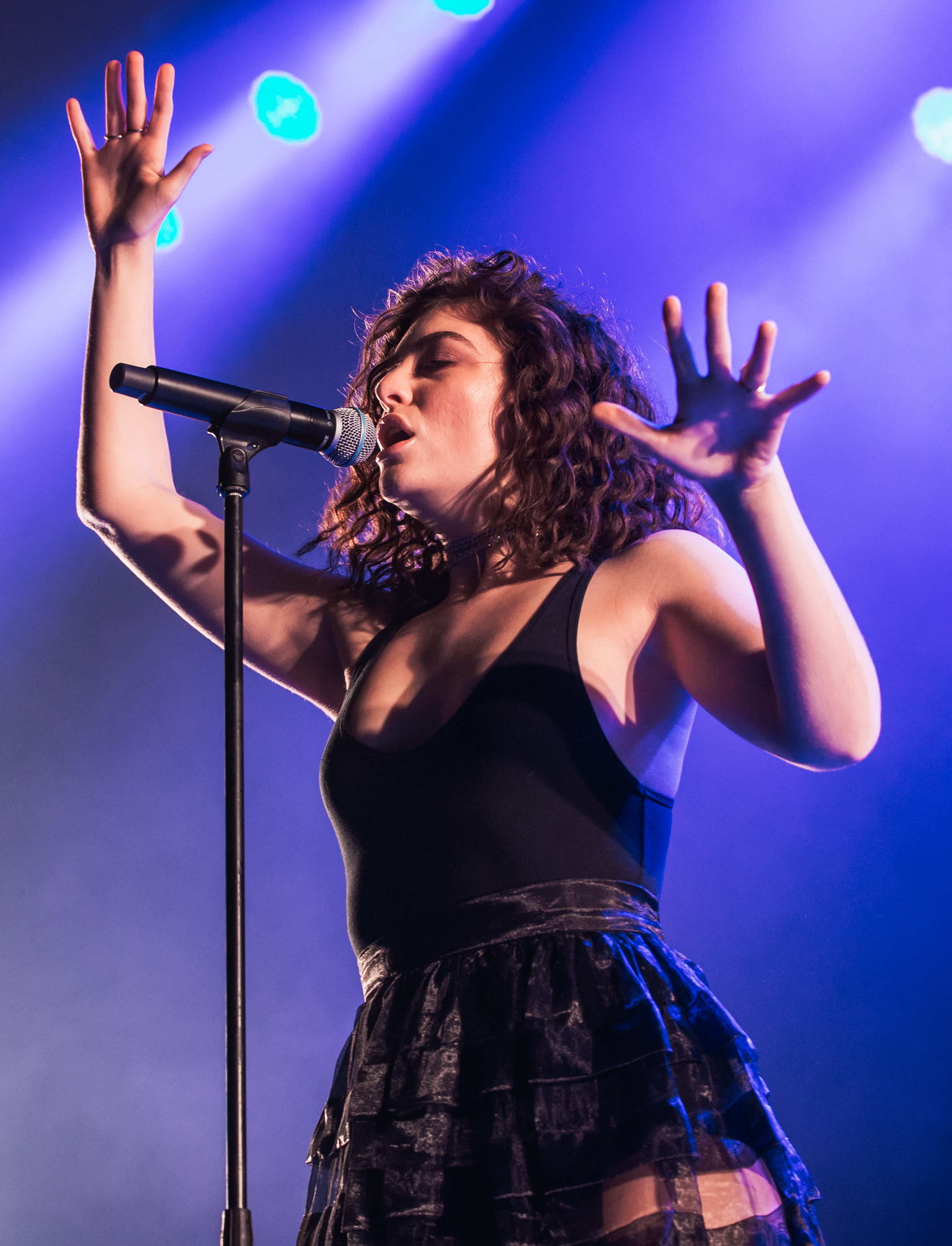
Lorde se apresentando em 2017.

A cantora e compositora neozelandesa Lorde gravou canções para dois álbuns de estúdio, um extended play (EP) e participações especiais em canções. Com 13 anos, assinou com a Universal Music Group (UMG) e começou a compor canções. Em novembro de 2012, quando tinha 16 anos de idade, ela lançou independentemente o EP The Love Club via SoundCloud. O EP foi disponibilizado para venda em março de 2013. Em setembro de 2013, Lorde lançou seu álbum de estreia, Pure Heroine, que incluia a canção "Royals", escrita e produzida por Lorde e Joel Little, seu compatriota. A edição estendida de Pure Heroine também incluia canções de The Love Club, assim como uma faixa intitulada "No Better", também escrita por Lorde e Little.
Mais tarde no mesmo ano, Lorde gravou uma versão cover de "Everybody Wants to Rule the World" (originalmente gravada pela banda Tears for Fears) para a trilha sonora do filme The Hunger Games: Catching Fire, que foi lançada em novembro. Em 2014, ela apareceu como participante especial na faixa "Easy (Switch Screens)" para o EP Alternate Worlds da banda Son Lux. Além disso, Lorde gravou quatro canções para a trilha sonora do filme The Hunger Games: Mockingjay – Part 1. No ano seguinte, ela co-compôs e forneceu vocais para a faixa "Magnets", do álbum Caracal do duo inglês Disclosure. Em 2017, Lorde lançou seu segundo álbum de estúdio, Melodrama, escrito e produzido por Lorde e Jack Antonoff.

## Canções

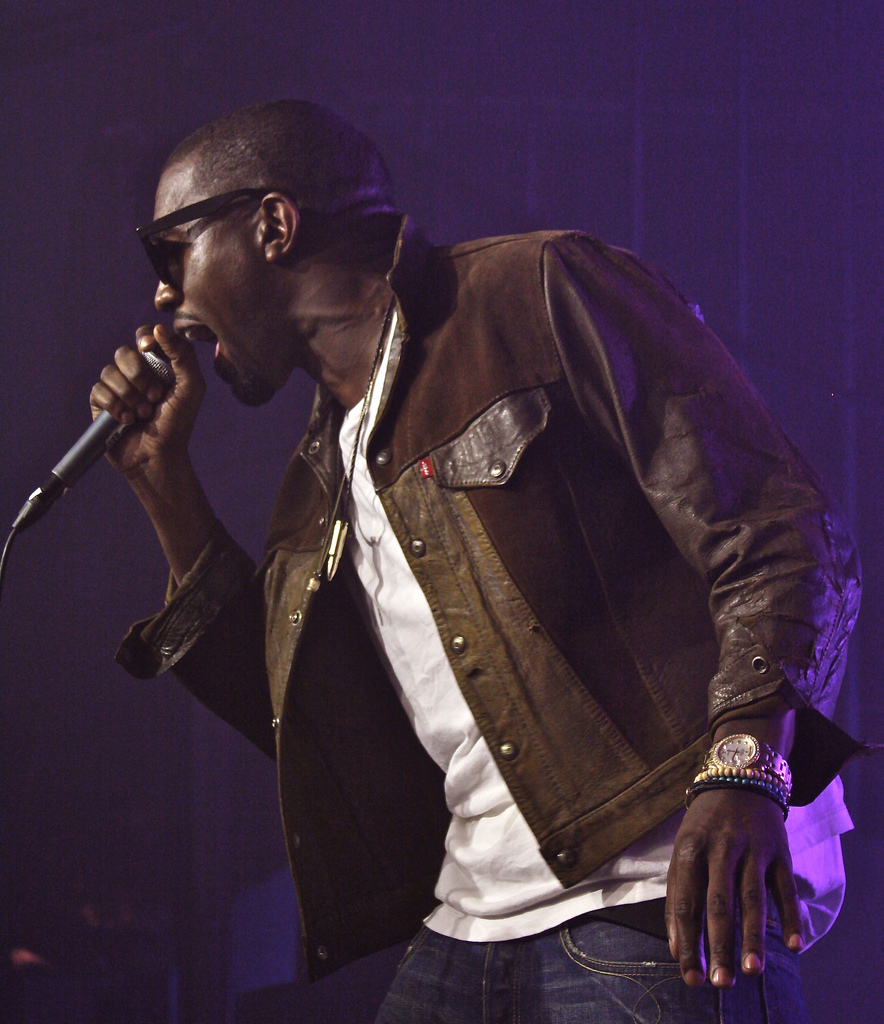
Kanye West retrabalhou "Yellow Flicker Beat" na faixa "Flicker", para a trilha sonora de Mockingjay

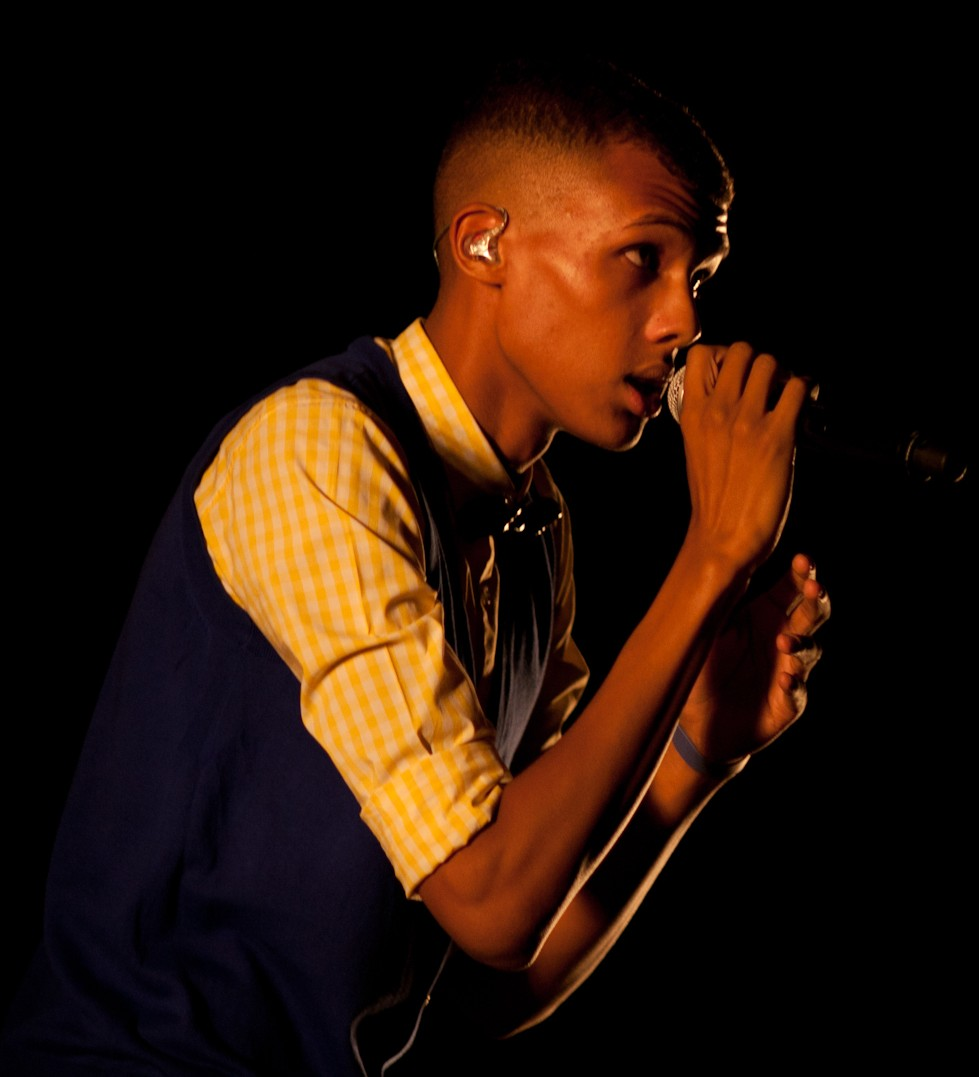
Lorde estrela em "Meltdown" de Stromae na trilha sonora de Mockingjay

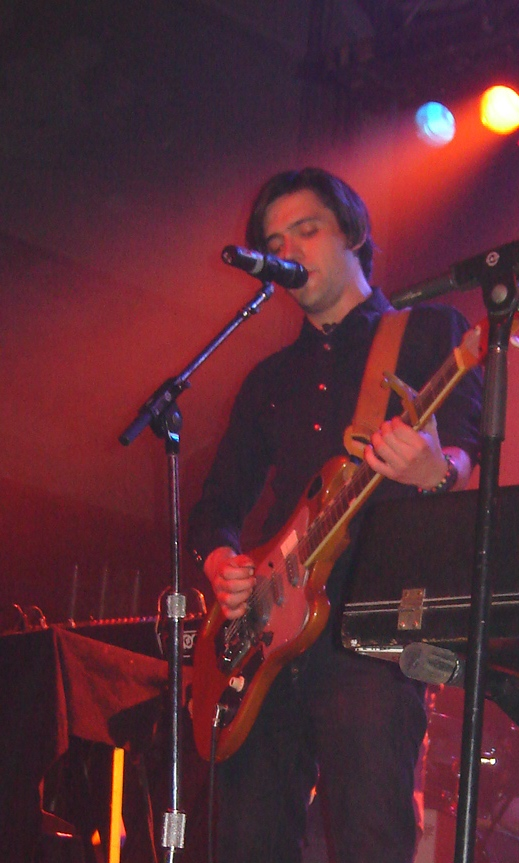
Lorde gravou uma versão cover de "Ladder Song", que foi escrita por Conor Oberst

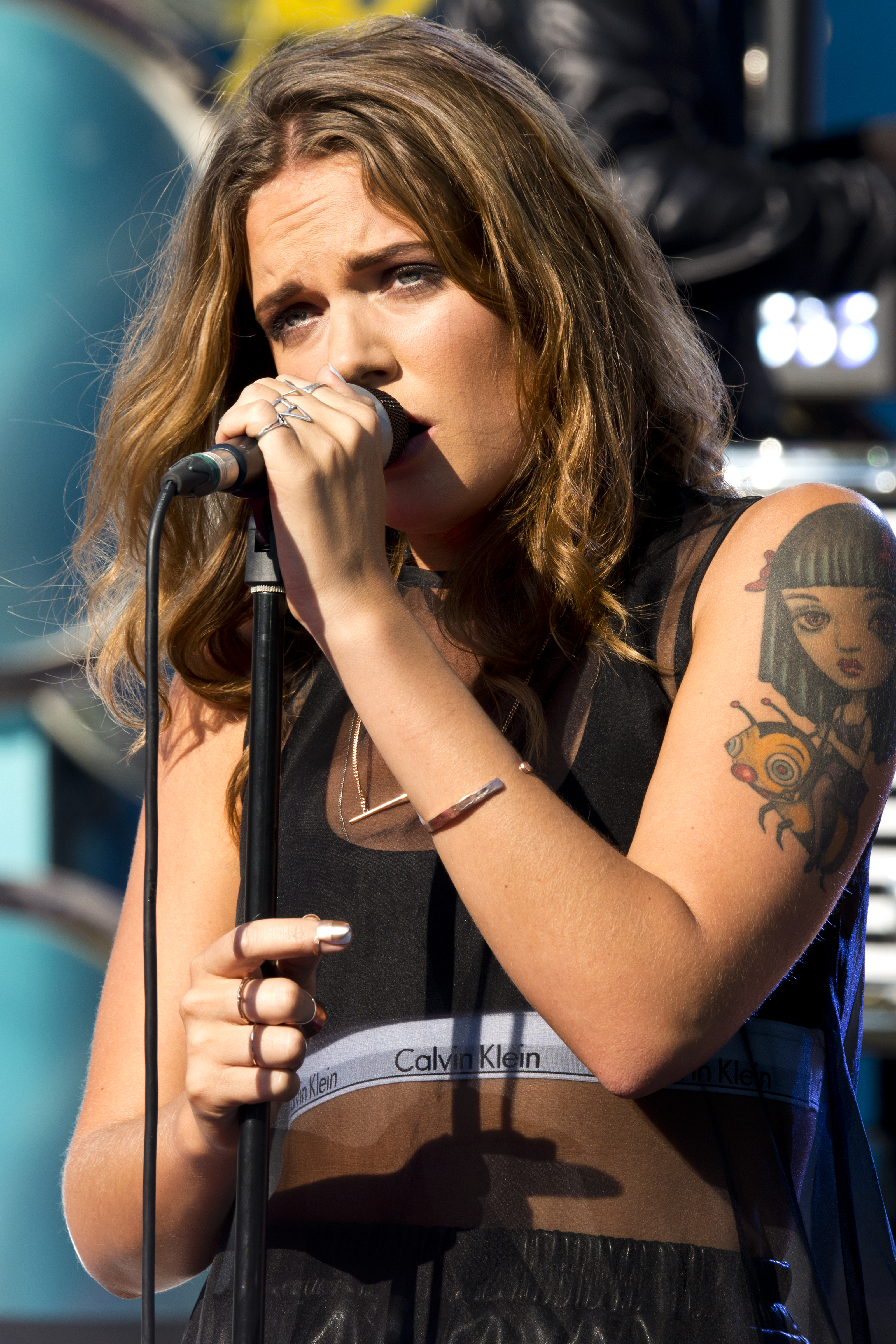
A cantora sueca Tove Lo co-escreveu "Homemade Dynamite" para o álbum Melodrama

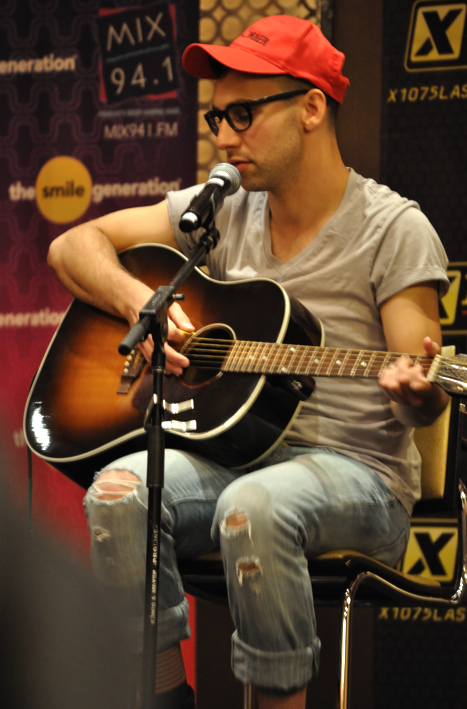
Jack Antonoff co-escreveu e co-produziu a maior parte das músicas do álbum Melodrama com Lorde

| † | Indica lançamento como single |

| Canção                              | Artista(s)                                 | Compositor(es) | Álbum                                 | Ano  | Ref.               |
| ----------------------------------- | ------------------------------------------ | --- | ------------------------------------- | ---- | ------------------ |
| "400 Lux"                           | Lorde                                      | - Ella Yelich-O'Connor - Joel Little | Pure Heroine                          | 2013 | [ 5 ]              |
| "Biting Down"                       | Lorde                                      | - Ella Yelich-O'Connor - Joel Little | - The Love Club EP - Pure Heroine     | 2012 | [ 4 ] [ 6 ]        |
| "Bravado"                           | Lorde                                      | - Ella Yelich-O'Connor - Joel Little | - The Love Club EP - Pure Heroine     | 2012 | [ 4 ] [ 6 ]        |
| "Buzzcut Season"                    | Lorde                                      | - Ella Yelich-O'Connor - Joel Little | Pure Heroine                          | 2013 | [ 5 ] [ 13 ]       |
| "Don't Take the Money"†             | Bleachers                                  | - Ella Yelich-O'Connor - Jack Antonoff | - Gone Now - MTV Unplugged            | 2017 | [ 14 ] [ 15 ]      |
| "Easy (Switch Screens)"             | Son Lux feat. Lorde                        | - Ryan Lott | Alternate Worlds                      | 2014 | [ 9 ] [ 16 ]       |
| "Everybody Wants to Rule the World" | Lorde                                      | - Lucas Cantor - Chris Hughes - Michael A. Levine - Roland Orzabal - Ian Stanley                                                            | The Hunger Games: Catching Fire       | 2013 | [ 8 ]              |
| "Flicker (Kanye West Rework)"       | Lorde                                      | - Ella Yelich-O'Connor - Joel Little - Kanye West - Mike Dean - Noah Goldstein                                                              | The Hunger Games: Mockingjay - Part 1 | 2014 | [ 10 ]             |
| "Glory and Gore"†                   | Lorde                                      | - Ella Yelich-O'Connor - Joel Little | Pure Heroine                          | 2013 | [ 5 ] [ 17 ]       |
| "Green Light"†                      | Lorde                                      | - Ella Yelich-O'Connor - Joel Little - Jack Antonoff                                                                                        | Melodrama                             | 2017 | [ 12 ] [ 18 ]      |
| "Hard Feelings/Loveless"            | Lorde                                      | - Ella Yelich-O'Connor - Jack Antonoff | Melodrama                             | 2017 | [ 12 ]             |
| "Homemade Dynamite"†                | Lorde                                      | - Ella Yelich-O'Connor - Tove Lo - Jakob Jerlström - Ludvig Söderberg                                                                       | Melodrama                             | 2017 | [ 12 ]             |
| "Ladder Song"                       | Lorde                                      | - Conor Oberst | The Hunger Games: Mockingjay - Part 1 | 2014 | [ 10 ]             |
| "The Louvre"                        | Lorde                                      | - Ella Yelich-O'Connor - Jack Antonoff | Melodrama                             | 2017 | [ 12 ]             |
| "Liability"                         | Lorde                                      | - Ella Yelich-O'Connor - Jack Antonoff | Melodrama                             | 2017 | [ 12 ] [ 19 ]      |
| "Liability (Reprise)"               | Lorde                                      | - Ella Yelich-O'Connor - Jack Antonoff | Melodrama                             | 2017 | [ 12 ]             |
| "The Love Club"                     | Lorde                                      | - Ella Yelich-O'Connor - Joel Little | - The Love Club EP - Pure Heroine     | 2012 | [ 4 ] [ 6 ]        |
| "Magnets"†                          | Disclosure feat. Lorde                     | - Ella Yelich-O'Connor - Jimmy Napes - Guy Lawrence - Howard Lawrence                                                                       | Caracal                               | 2015 | [ 11 ]             |
| "Meltdown"                          | Stromae feat. Pusha T, Q-Tip, Haim e Lorde | - Ella Yelich-O'Connor - Paul van Haver - Joel Little - Kamaal Ibn John Fareed - Terrence Thornton - Alana Haim - Este Haim - Danielle Haim | The Hunger Games: Mockingjay - Part 1 | 2014 | [ 10 ]             |
| "Million Dollar Bills"              | Lorde                                      | - Ella Yelich-O'Connor - Joel Little | - The Love Club EP - Pure Heroine     | 2012 | [ 4 ] [ 6 ]        |
| "No Better"                         | Lorde                                      | - Ella Yelich-O'Connor - Joel Little | Pure Heroine                          | 2013 | [ 6 ] [ 7 ] [ 20 ] |
| "Perfect Places"†                   | Lorde                                      | - Ella Yelich-O'Connor - Jack Antonoff | Melodrama                             | 2017 | [ 12 ]             |
| "Ribs"                              | Lorde                                      | - Ella Yelich-O'Connor - Joel Little | Pure Heroine                          | 2013 | [ 5 ] [ 21 ]       |
| "Royals"†                           | Lorde                                      | - Ella Yelich-O'Connor - Joel Little | - The Love Club EP - Pure Heroine     | 2012 | [ 4 ] [ 5 ] [ 22 ] |
| "Sober"                             | Lorde                                      | - Ella Yelich-O'Connor - Jack Antonoff | Melodrama                             | 2017 | [ 12 ]             |
| "Sober II (Melodrama)"              | Lorde                                      | - Ella Yelich-O'Connor - Jack Antonoff | Melodrama                             | 2017 | [ 12 ]             |
| "Still Sane"                        | Lorde                                      | - Ella Yelich-O'Connor - Joel Little | Pure Heroine                          | 2013 | [ 5 ]              |
| "Supercut"                          | Lorde                                      | - Ella Yelich-O'Connor - Jack Antonoff | Melodrama                             | 2017 | [ 12 ]             |
| "Swingin Party"                     | Lorde                                      | - Paul Westerberg | - The Love Club EP - Pure Heroine     | 2012 | [ 6 ] [ 23 ]       |
| "Team"†                             | Lorde                                      | - Ella Yelich-O'Connor - Joel Little | Pure Heroine                          | 2013 | [ 5 ] [ 24 ]       |
| "Tennis Court"†                     | Lorde                                      | - Ella Yelich-O'Connor - Joel Little | Pure Heroine                          | 2013 | [ 5 ] [ 25 ]       |
| "White Teeth Teens"                 | Lorde                                      | - Ella Yelich-O'Connor - Joel Little | Pure Heroine                          | 2013 | [ 5 ]              |
| "A World Alone"                     | Lorde                                      | - Ella Yelich-O'Connor - Joel Little | Pure Heroine                          | 2013 | [ 5 ]              |
| "Writer in the Dark"                | Lorde                                      | - Ella Yelich-O'Connor - Jack Antonoff | Melodrama                             | 2017 | [ 12 ]             |
| "Yellow Flicker Beat"†              | Lorde                                      | - Ella Yelich-O'Connor - Joel Little | The Hunger Games: Mockingjay - Part 1 | 2014 | [ 26 ]             |